# Novitina variegata
Novitina variegata är en fjärilsart som beskrevs av W. Warren 1899. Novitina variegata ingår i släktet Novitina och familjen Thyrididae. Inga underarter finns listade i Catalogue of Life.